# Criciuma
Criciúma er en by og en kommune i den sydlige delstat Santa Catarina i Brasilien. Blandt indbyggerne kaldes kommunen criciumense.
Criciúma blev grundlagt den 6. januar 1880 af italienske immigranter og har 211.369(2017) indbyggere og 354.066 i det samlede byområde.
Byens fodboldhold er Criciúma Esporte Clube, der spiller i den nationale liga. Holdet har flere gange vundet det brasilianske mestersakb.

## Venskabsbyer
- Herning, Danmark
- Hannover, Tyskland
- Vittorio Veneto, Italien